# Richard Stahl
Richard Stahl (Detroit, 4 gennaio 1932 – Woodland Hills, 18 giugno 2006) è stato un attore statunitense.

## Biografia
Nacque a Detroit, studiò all'Accademia americana di arti drammatiche di New York City. Negli anni cinquanta apparve in varie produzioni Off-Broadway, dove incontrò sua moglie per interpretare Kathryn Ish nel 1959. Negli anni sessanta si trasferì a San Francisco e divenne membro di un gruppo comico di improvvisazione, The Committee.
I suoi crediti cinematografici includono Cinque pezzi facili, The Student Nurses, Billy Jack, Beware! The Blob, Dirty Little Billy, Alta tensione, Dalle 9 alle 5... orario continuato, Tin Man, Flamingo Kid, Overboard - Una coppia alla deriva, Pazzi a Beverly Hills, Il presidente - Una storia d'amore e L'agguato - Ghosts from the Past.
Apparve come guest star in molte serie tra cui Quella strana ragazza, La famiglia Partridge, Bonanza, Love, American Style, Colombo, Arcibaldo, Good Times, What's Happening!!, La strana coppia, Maude, A tutte le auto della polizia, Happy Days, Harry O e molti altri.
Prese parte alla sitcom del 1979 Turnabout e tra il 1985 e il 1989 fu un membro regolarmente del cast della sitcom Nancy, Sonny & Co..
Morì all'età di 74 anni, il 18 giugno 2006, al Motion Picture and Television Fund Health Center di Los Angeles, dopo una lotta di 10 anni contro il morbo di Parkinson.

## Filmografia parziale

### Cinema
- Cinque pezzi facili (Five Easy Pieces), regia di Bob Rafelson (1970)
- Summertree, regia di Anthony Newley (1971)
- Mattatoio 5 (Slaughterhouse-Five), regia di George Roy Hill (1972)
- Beware! The Blob, regia di Larry Hagman (1972)
- Mafiosi di mezza tacca e una governante dritta (Every Little Crook and Nanny), regia di Cy Howard (1972)
- ...e tutto in biglietti di piccolo taglio (Fuzz), regia di Richard A. Colla (1972)
- Pazzo pazzo West! (Hearts of the West), regia di Howard Zieff (1975)
- Alta tensione (High Anxiety), regia di Mel Brooks (1977)
- Dalle 9 alle 5... orario continuato (Nine to Five), regia di Colin Higgins (1980)
- Tutta una notte (All Night Long), regia di Jean-Claude Tramont (1981)
- American College (Private School... for Girls), regia di Noel Black (1983)
- Tin Man, regia di John G. Thomas (1983)
- Flamingo Kid (The Flamingo Kid), regia di Garry Marshall (1984)
- Overboard - Una coppia alla deriva (Overboard), regia di Garry Marshall (1987)
- Pazzi a Beverly Hills (L.A. Story), regia di Mick Jackson (1991)
- Il presidente - Una storia d'amore (The American President), regia di Rob Reiner (1995)
- L'agguato - Ghosts from the Past (Ghosts of Mississippi), regia di Rob Reiner (1996)
- Un amore speciale (The Other Sister), regia di Garry Marshall (1997)

### Televisione
- La strana coppia (The Odd Couple) – serie TV, 9 episodi (1970-1974)
- Bonanza – serie TV, 2 episodi (1970-1972)
- Arcibaldo (All in the Family) – serie TV, 2 episodi (1971-1974)
- La famiglia Partridge (The Partridge Family) – serie TV, un episodio (1972)
- Colombo (Columbo) – serie TV, 3 episodio (1972-1973)
- Harry O – serie TV, 4 episodi (1975-1976)
- Barney Miller – serie TV, 3 episodi (1975-1982)
- Happy Days – serie TV, episodio 3x17 (1976)
- Il tempo della nostra vita (Days of Our Lives) – serie TV, 6 episodi (1984-1985)
- Casa Keaton (Family Ties) – serie TV, un episodio (1985)
- Nancy, Sonny & Co. (It's a Living) – serie TV, 93 episodi (1985-1989)
- La signora in giallo (Murder, She Wrote) – serie TV, episodio 2x18 (1986)

## Doppiatori italiani
Nelle versioni in italiano delle opere in cui ha recitato, Richard Stahl è stato doppiato da:
- Franco Odoardi in Cinque pezzi facili
- Gil Baroni in Happy Days
- Gino Pagnani in La signora in giallo